# Brachythecium miyabei
Brachythecium miyabei är en bladmossart som beskrevs av Jean Édouard Gabriel Narcisse Paris 1900. Brachythecium miyabei ingår i släktet gräsmossor, och familjen Brachytheciaceae. Inga underarter finns listade i Catalogue of Life.